# Aetomylaeus bovinus
Aetomylaeus bovinus is een vissensoort uit de familie van de adelaarsroggen (Myliobatidae). De wetenschappelijke naam van de soort is voor het eerst geldig gepubliceerd in 1817 door Geoffroy Saint-Hilaire.